# Jorge Ampuero
Jorge Enrique Ampuero Cabello (Santiago, Región Metropolitana de Santiago, Chile, 17 de abril de 1987) es un futbolista chileno. Juega de defensa y actualmente milita en Rodelindo Román de la Segunda División Profesional de Chile.
Es considerado un referente en su club formador, Unión Española, camiseta que ha defendido en dos ciclos siendo capitán de la institución y ganando dos campeonatos además de jugar más de trescientos partidos con los rojos.

## Trayectoria
Llegó a los trece años a las divisiones inferiores de la Unión Española pasando al primer equipo durante la temporada 2006 llegando a debutar frente a Deportes Antofagasta en el empate a tres tantos válido por la séptima fecha del Clausura de aquel año.

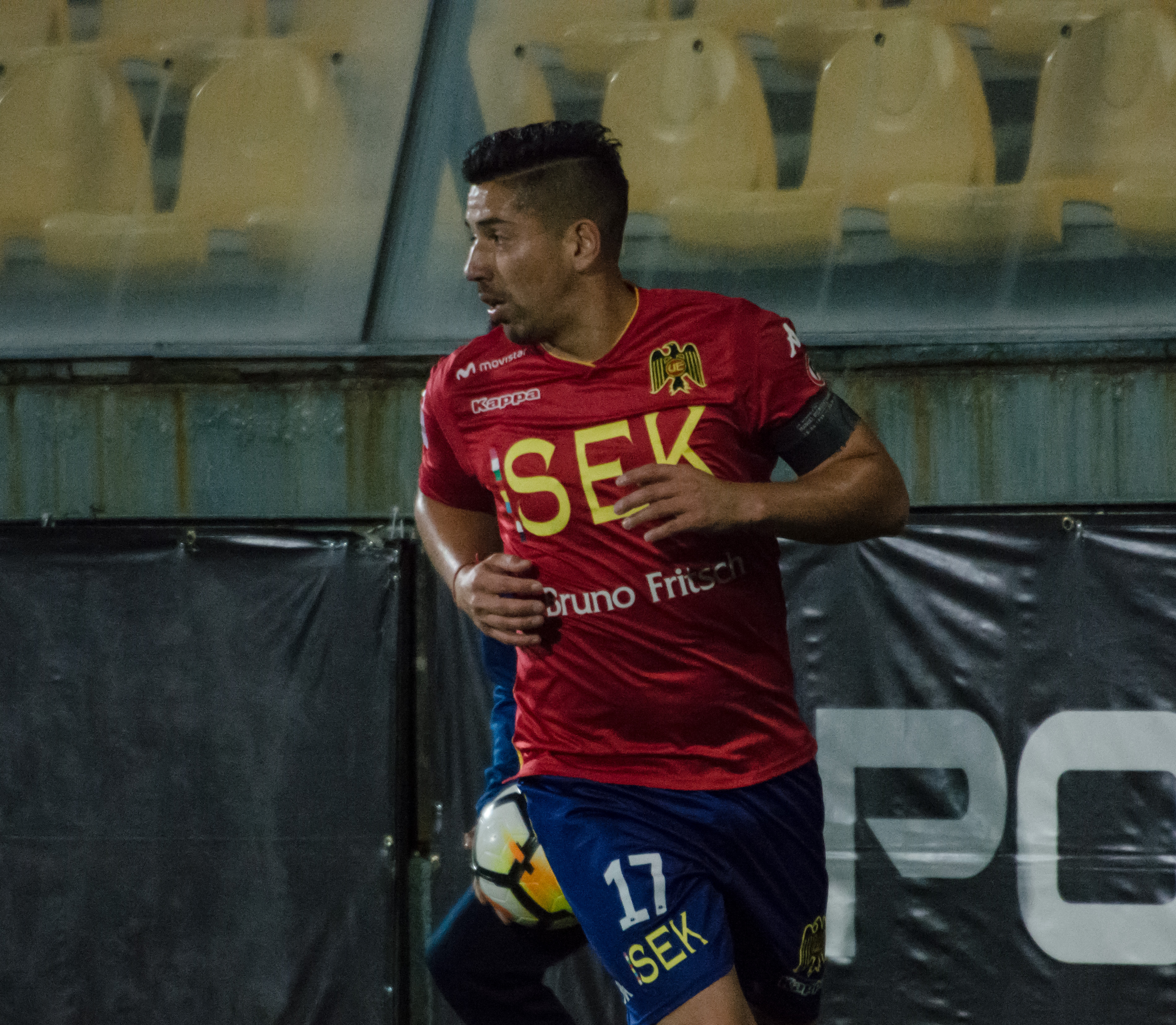
Jorge jugando por Unión Española en 2018.

En su primer torneo jugaría algunos partidos para luego pasar al olvido durante el Apertura 2007 regresando a jugar algunos partidos al torneo siguiente, consolidándose durante 2009 aunque perdería su continuidad durante la Primera División de Chile 2010.
Para afrontar el Apertura 2011 llegaría a Unión La Calera donde sería uno de los pilares de la buena campaña de los cementeros dirigidos por Emiliano Astorga comenzando a destacar en la liga chilena incluso sonando en otros clubes al finalizar el año, específicamente en el O'Higgins de Eduardo Berizzo.
Finalmente regresaría a Unión Española pasando a convertirse en uno de los jugadores más importantes del club destacando en variadas campañas donde sería parte de un subcampeonato y luego obtendría dos títulos. A mediados de 2015 finalizaría su contrato sonando como fichaje de Colo-Colo para reunirse con su exentrenador en los hispanos, José Luis Sierra, pero este le aconsejaría quedarse en el club de Independencia renovando su contrato por tres temporada.
Se mantendría como líder en Unión Española durante las tres temporadas acordadas en su contrato para luego no volver a renovar sorprendiendo como fichaje del Santiago Wanderers para jugar por primera vez en la Primera B de Chile durante 2019.

## Estadísticas

### Clubes
| Club                       | Div.          | Temporada     | Liga  | Liga  | Copas nacionales | Copas nacionales | Torneos internacionales | Torneos internacionales | Total | Total |
| Club                       | Div.          | Temporada     | Part. | Goles | Part.            | Goles            | Part.                   | Goles                   | Part. | Goles |
| -------------------------- | ------------- | ------------- | ----- | ----- | ---------------- | ---------------- | ----------------------- | ----------------------- | ----- | ----- |
| Unión Española · Chile     | 1ª            | 2006          | 8     | 0     | —                | —                | —                       | —                       | 8     | 0     |
| Unión Española · Chile     | 1ª            | 2007          | 9     | 0     | —                | —                | —                       | —                       | 9     | 0     |
| Unión Española · Chile     | 1ª            | 2008          | 21    | 0     | 2                | 0                | —                       | —                       | 23    | 0     |
| Unión Española · Chile     | 1ª            | 2009          | 33    | 2     | 3                | 0                | 4                       | 1                       | 40    | 3     |
| Unión Española · Chile     | 1ª            | 2010          | 8     | 1     | 1                | 0                | —                       | —                       | 9     | 1     |
| Unión La Calera · Chile    | 1ª            | 2011          | 34    | 1     | 4                | 0                | —                       | —                       | 38    | 1     |
| Unión La Calera · Chile    | Total club    | Total club    | 34    | 1     | 4                | 0                | 0                       | 0                       | 38    | 1     |
| Unión Española · Chile     | 1ª            | 2012          | 38    | 1     | 9                | 0                | 9                       | 0                       | 56    | 1     |
| Unión Española · Chile     | 1ª            | 2013          | 17    | 3     | —                | —                | —                       | —                       | 17    | 3     |
| Unión Española · Chile     | 1ª            | 2013-14       | 29    | 1     | 5                | 1                | 8                       | 0                       | 42    | 2     |
| Unión Española · Chile     | 1ª            | 2014-15       | 31    | 3     | 4                | 0                | —                       | —                       | 35    | 3     |
| Unión Española · Chile     | 1ª            | 2015-16       | 24    | 1     | 9                | 0                | —                       | —                       | 33    | 1     |
| Unión Española · Chile     | 1ª            | 2016-17       | 27    | 1     | 5                | 0                | 3                       | 1                       | 35    | 2     |
| Unión Española · Chile     | 1ª            | 2017          | 3     | 0     | 1                | 0                | —                       | —                       | 4     | 0     |
| Unión Española · Chile     | 1ª            | 2018          | 16    | 1     | 1                | 0                | 1                       | 0                       | 18    | 1     |
| Unión Española · Chile     | Total club    | Total club    | 264   | 14    | 40               | 1                | 25                      | 2                       | 329   | 17    |
| Santiago Wanderers · Chile | 2ª            | 2019          | 8     | 2     | 1                | 0                | —                       | —                       | 9     | 2     |
| Santiago Wanderers · Chile | Total club    | Total club    | 8     | 2     | 1                | 0                | 0                       | 0                       | 9     | 2     |
| Total carrera              | Total carrera | Total carrera | 306   | 17    | 45               | 1                | 25                      | 2                       | 376   | 20    |
| 1. 2. 3.                   |               |               |       |       |                  |                  |                         |                         |       |       |

### Resumen estadístico
| Competición        | Partidos | Goles |
| ------------------ | -------- | ----- |
| Primera División   | 298      | 15    |
| Primera B          | 8        | 2     |
| Copa Chile         | 44       | 1     |
| Supercopa de Chile | 1        | 0     |
| Copa Libertadores  | 20       | 1     |
| Copa Sudamericana  | 5        | 1     |
| Total              | 376      | 20    |

## Palmarés

### Títulos nacionales
| Título             | Club               | País  | Año    |
| ------------------ | ------------------ | ----- | ------ |
| Primera División   | Unión Española     | Chile | 2013-T |
| Supercopa de Chile | Unión Española     | Chile | 2013   |
| Primera B          | Santiago Wanderers | Chile | 2019   |
| Primera B          | Ñublense           | Chile | 2020   |

### Distinciones individuales
| Distinción                                 | Año  |
| ------------------------------------------ | ---- |
| Parte del Equipo Ideal de El Gráfico Chile | 2013 |